# 黎世祺
黎世祺（葡萄牙語：Lai Sai Kei，1953年6月—），广东东莞人，汉族，无党派人士。中华人民共和国政治人物、第十三届全国人民代表大会澳门特别行政区代表。

## 生平
1999年，擔任鏡平學校校長。
2018年，黎世祺被选为澳门特别行政区出席第十三届全国人民代表大会代表。